# Adoratrices del Santísimo Sacramento del Corazón Inmaculado de María
Las Religiosas Adoratrices del Santísimo Sacramento y del Inmaculado Corazón de María son una congregación religiosa católica de derecho pontificio, fundada por el jesuita español José María Bustamente en Córdoba (Argentina), en 1885. A las religiosas de este instituto se les conoce como religiosas adoratrices o adoratrices argentinas, y posponen a sus nombres las siglas R.A.

## Historia
El sacerdote jesuita español José María Bustamente, siendo misionero en Argentina, fundó en la ciudad de Córdoba, en 1885, una congregación femenina, con el fin de atender la educación de la juventud de la ciudad y bajo la espiritualidad de la adoración del Santísimo Sacramento. El 4 de septiembre de ese mismo año, recibieron la aprobación del obispo de Córdoba, Juan Capistrano Tissera. Pronto se expandieron por otras ciudades del país y en 1889, se fundó la primera casa en el exterior, en Montevideo (Uruguay). Las premisas eran: desagraviar a Jesús Sacramentado y formar maestras católicas
El 12 de febrero de 1886, mediante decreto pontificio de alabanza, el papa León XIII reconoció el instituto como congregación religiosa de derecho pontificio. Sus constituciones fueron aprobadas definitivamente por la Santa Sede el 9 de mayo de 1908, las cuales fueron actualizadas en el Capítulo general de renovación de 1970, donde se pusieron en práctica las directrices del Concilio Vaticano II.. La segunda fundación, luego de la de Córdoba, fue la de Santa Fe, en el año 1888, llamado Instituto San José Adoratrices

## Organización
La congregación es un instituto religioso centralizado, cuyo gobierno recae en la superiora general, a la que llaman madre general y su sede se encuentra en Buenos Aires. En la actualidad el cargo lo ostenta la religiosa María Alicia Carboni.
Las adoratrices se dedican a la instrucción cristiana de la juventud y a la educación a través de los colegios pertenecientes al instituto. Las espiritualidad es sacramental, con una especial devoción a la Eucaristía y al Inmaculado Corazón de María. El hábito de las religiosas está compuesto por una túnica y un velo gris.
En 2015, las religiosas adoratrices eran unas 29 distribuidas en 12 casas, presentes solo en Argentina y el Uruguay.  Cuentan con un Colegio y Liceo Inmaculado Corazón de María en Montevideo.